# 景东齿蟾
景东齿蟾（学名：Oreolalax jingdongensis）为锄足蟾科齿蟾属的两栖动物，是中国的特有物种。分布于云南等地，主要生活于常绿阔叶林下的山溪中、水流平缓以及溪中多石块。该物种的模式产地在云南景东徐家坝。其种加词“jingdongensis”意为“云南景东的”。

## 保护
本种于2023年被收录入《有重要生态、科学、社会价值的陆生野生动物名录》。